# Dirka po Sloveniji 2007
Dirka po Sloveniji 2007 je bila štirinajsta izvedba Dirke po Sloveniji. To je bila etapna dirka UCI Europe Tour (2.1), ki je potekala od 12. do 16. junija 2007, v skupni dolžini 835 kilometrov.
Dirko je zmagal je Tomaž Nose (Adria Mobil), drugi Vincenzo Nibali in tretji Andrea Noè (oba Liquigas). 
Nosilci preostalih majic so bili: Vincenzo Nibali najboljši po točkah (modra), Gabriele Bosisio na gorskih ciljih (pikčastɑ), najboljši mladi kolesar je bil Simon Špilak in ekipno Liquigas.

## Ekipe
Dirko je začelo 113 kolesarjev iz 15 ekip, od tega jo je končalo 86 kolesarjev.

### Pro Tour
- Lampre-Fondital
- Liquigas

### Pro Continental
- Acqua & Sapone–Caffè Mokambo
- Tenax–Menikini
- Miche
- Team LPR

### Continental
- Perutnina Ptuj
- Sava
- Adria Mobil
- Radenska–PowerBar
- PSK Whirlpool–Hradec Krlove
- OTC Doors–Lauretana
- Cinelli–OPD–Endeka
- Aurum Hotels

### Državna reprezentanca
- Hrvaška

## Trasa in etape
| Etapa  | Datum     | Trasa                         | Dolžina | Disciplina | Disciplina      | Zmagovalec        |
| ------ | --------- | ----------------------------- | ------- | ---------- | --------------- | ----------------- |
| 1      | 12. junij | Ljubljana – Zagreb (Hrvaška)  | 182 km  |            | ravninska etapa | Danilo Napolitano |
| 2      | 13. junij | Šentjernej – Ljubljana        | 163 km  |            | razgibana etapa | Stefano Garzelli  |
| 3      | 14. junij | Medvode – Beljak (Avstrija)   | 168 km  |            | gorska etapa    | Vincenzo Nibali   |
| 4      | 15. junij | Kranjska Gora – Trbiž – Vršič | 160 km  |            | gorska etapa    | Vincenzo Nibali   |
| 5      | 16. junij | Grosuplje – Novo mesto        | 162 km  |            | razgibana etapa | Enrico Rossi      |
| Skupaj | Skupaj    | 835 km                        | 835 km  | 835 km     | 835 km          | 835 km            |

## Razvrstitev vodilnih
| Etapa          | Zmagovalec        | Skupno            | Po točkah         | Gorski cilji     | Mladi kolesarji | Ekipno         |
| -------------- | ----------------- | ----------------- | ----------------- | ---------------- | --------------- | -------------- |
| 1              | Danilo Napolitano | Danilo Napolitano | Danilo Napolitano | Matej Stare      | Jože Senekovič  | Perutnina Ptuj |
| 2              | Stefano Garzelli  | Mitja Mahorič     | Danilo Napolitano | Grega Bole       | Leopold König   | Perutnina Ptuj |
| 3              | Vincenzo Nibali   | Mitja Mahorič     | Enrico Gasparotto | Luigi Sestili    | Leopold König   | Perutnina Ptuj |
| 4              | Vincenzo Nibali   | Tomaž Nose        | Vincenzo Nibali   | Gabriele Bosisio | Simon Špilak    | Liquigas       |
| 5              | Enrico Rossi      | Tomaž Nose        | Vincenzo Nibali   | Gabriele Bosisio | Simon Špilak    | Liquigas       |
| Končni nosilci | Končni nosilci    | Tomaž Nose        | Vincenzo Nibali   | Gabriele Bosisio | Simon Špilak    | Liquigas       |

## Končna razvrstitev
| Legenda | Legenda                      | Legenda | Legenda                          |
| ------- | ---------------------------- | ------- | -------------------------------- |
|         | Zmagovalec skupnega seštevka |         | Zmagovalec gorskih ciljev        |
|         | Zmagovalec po točkah         |         | Zmagovalec med mladimi kolesarji |

### Skupno
| Uvr. | Kolesar             | Ekipa                 | Čas         |
| ---- | ------------------- | --------------------- | ----------- |
| 1.   | Tomaž Nose          | Adria Mobil           | 21h 02' 10" |
| 2.   | Vincenzo Nibali     | Liquigas              | + 39"       |
| 3.   | Andrea Noè          | Liquigas              | + 1' 13"    |
| 4.   | Simon Špilak        | Adria Mobil           | + 1' 24"    |
| 5.   | Giampaolo Caruso    | Lampre - Fondital     | + 1' 38"    |
| 6    | Matija Kvasina      | Perutnina Ptuj        | + 1' 46"    |
| 7    | Massimiliano Maisto | OTC Doors - Lauretana | + 2' 09"    |
| 8    | Jure Golčer         | Tenax Salmilano       | + 2' 59"    |
| 9    | Mitja Mahorič       | Perutnina Ptuj        | + 3' 12"    |
| 10   | Pasquale Muto       | Miche                 | + 3' 31"    |

### Po točkah
| Uvr. | Kolesar               | Ekipa                 | Točke |
| ---- | --------------------- | --------------------- | ----- |
| 1.   | Vincenzo Nibali       | Liquigas              | 50    |
| 2.   | Enrico Rossi          | OTC Doors - Lauretana | 50    |
| 3.   | Enrico Gasparotto     | Liquigas              | 40    |
| 4.   | Borut Božič           | Team L.P.R.           | 39    |
| 5.   | Danilo Napolitano     | Lampre - Fondital     | 36    |
| 6.   | Tomaž Nose            | Adria Mobil           | 29    |
| 7.   | Daniele Pietropolli   | Tenax Salmilano       | 29    |
| 8.   | Krzysztof Szczawiński | Miche                 | 29    |
| 9.   | Mitja Mahorič         | Perutnina Ptuj        | 28    |
| 10.  | Paolo Bossoni         | Lampre - Fondital     | 28    |

### Gorski cilji
| Uvr. | Kolesar          | Ekipa           | Točke |
| ---- | ---------------- | --------------- | ----- |
| 1.   | Gabriele Bosisio | Tenax Salmilano | 26    |
| 2.   | Gašper Švab      | Sava            | 20    |
| 3.   | Grega Bole       | Sava            | 14    |
| 4.   | Vincenzo Nibali  | Liquigas        | 13    |
| 5.   | Luigi Sestili    | Aurum Hotels    | 11    |

### Mladi kolesarji
| Uvr. | Kolesar               | Ekipa                          | Čas         |
| ---- | --------------------- | ------------------------------ | ----------- |
| 1    | Simon Špilak          | Adria Mobil                    | 21h 03' 34" |
| 2    | Roman Kreuziger       | Liquigas                       | + 2' 29"    |
| 3    | Francesco Masciarelli | Acqua & Sapone - Caffe Mokambo | + 2' 41"    |
| 4    | Leopold König         | PSK Whirpool Hradec Kralove    | + 3' 37"    |
| 5    | Robert Kišerlovski    | Adria Mobil                    | + 10' 19"   |

### Ekipno
| Uvr. | Ekipa                        | Čas         |
| ---- | ---------------------------- | ----------- |
| 1.   | Liquigas                     | 63h 10′ 07″ |
| 2.   | Perutnina Ptuj               | + 5′ 20″    |
| 3.   | Adria Mobil                  | + 5′ 50″    |
| 4.   | Tenax Salmilano              | + 7′ 55″    |
| 5.   | Sava                         | + 16′ 21″   |
| 6    | Lampre-Fondital              | + 22′ 38″   |
| 7    | Miche                        | + 24′ 34″   |
| 8    | PSK Whirlpool Hradec Kralove | + 30′ 53″   |
| 9    | Aurum Hotels                 | + 31′ 50″   |
| 10   | Team L.P.R.                  | + 33′ 11″   |